# 姑开苗族彝族乡
姑开苗族彝族乡是中华人民共和国贵州省毕节市纳雍县下辖的一个民族乡。

## 行政区划
姑开苗族彝族乡下辖以下村级行政区划单位：
姑开社区、安坪村、高山田村、合心村、火把村、前进村、胜利村、田坝村、引底村、永德村、阿楷箐村和再块村。